# Taigan (hundras)
Taigan är en hundras från Kirgizistan. Den är en vinthund som traditionellt använts för hetsjakt på stenbock, rådjur, rödräv och varg. Rasen är inte erkänd av Fédération Cynologique Internationale (FCI) men är nationellt erkänd av den tyska kennelklubben Verband für das Deutsche Hundewesen (VDH).